# Белорусский автомобильный завод

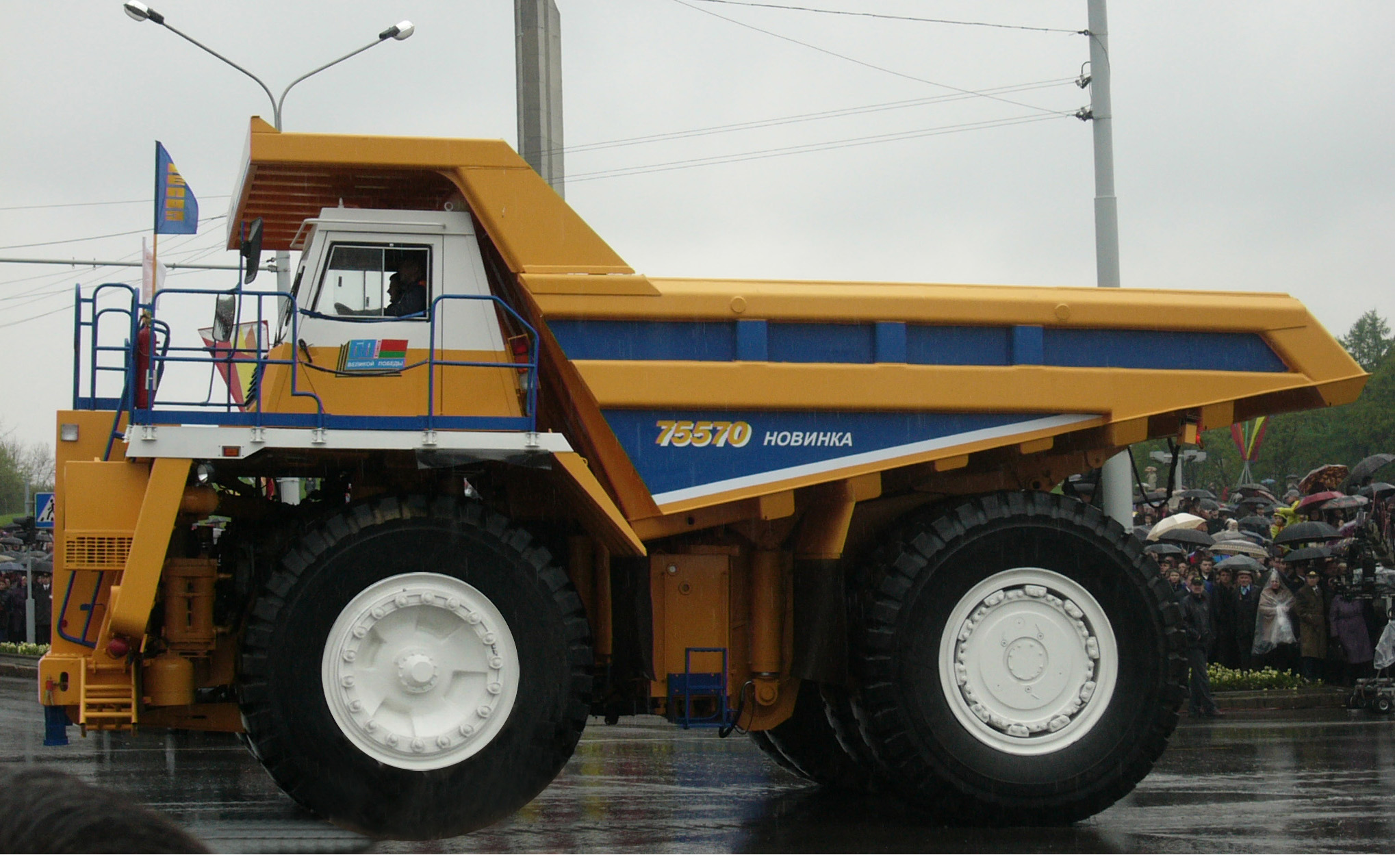
БЕЛАЗ-75570

Белорусский автомобильный завод (БелАЗ; бел. Беларускі аўтамабільны завод) — белорусская компания по производству карьерной техники, расположенная в городе Жодино Минской области. На предприятии выпускаются карьерные самосвалы, производственная техника для работы в карьерах, машины для подземных работ, бульдозеры, погрузчики, аэродромные тягачи. По оценке предприятия, оно занимает 27,3 % рынка карьерных самосвалов грузоподъёмностью более 90 т (2017 год).
БелАЗ является экспортоориентированным предприятием: в 2017 году 95,7 % продукции поставили на экспорт. Более 65 % продукции реализуется в России. Он входит в число семи ведущих мировых концернов по производству карьерной техники.

## История возникновения

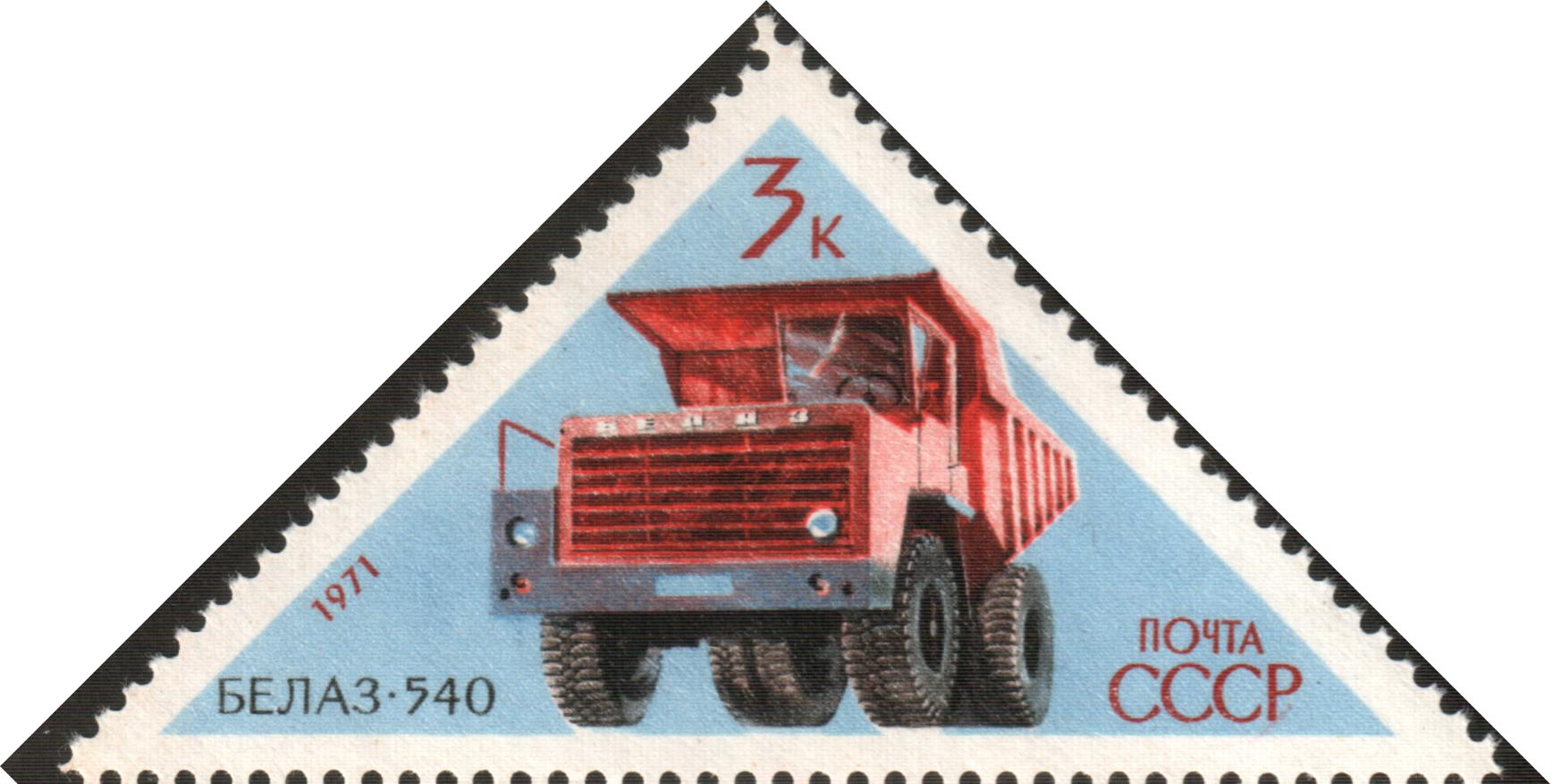
Марка, Советский Союз, 3 копейки, 1971. БелАЗ-540

Строительство вблизи города Жодино под Минском завода торфяного машиностроения началось в 1947 году. В последующее десятилетие основной продукцией завода стали кусторезы, прицепные дорожные катки, снегоочистители, снегопогрузчики и поливомоечные машины. Во второй половине 1950-х годов специализация завода была изменена. В 1958 году в Жодино передали с Минского автозавода производство 25-тонных самосвалов МАЗ-525, а в 1960 году — и 40-тонных трёхосных МАЗ-530. Впоследствии предприятие было переименовано в Белорусский автомобильный завод (БелАЗ).
Первая самостоятельно разработанная заводом модель с помощью художника-конструктора из НАМИ В. Кобылинского — 27-тонный БелАЗ-540 — появилась в 1961 году. После испытаний самосвал был запущен в производство в 1965 году под обозначением БелАЗ-540А, а спустя два года к нему присоединился 40-тонный самосвал БелАЗ-548А. В 1968 году завод в Жодино освоил производство тяжёлых одноосных тягачей БелАЗ-531.
В декабре 1968 года в преддверии 50-летия Белорусской ССР автозавод представил первый опытный образец карьерного самосвала БелАЗ-549 (производство с 1976 года) грузоподъёмностью в 75 тонн, отличавшегося от предыдущих моделей электромеханической трансмиссией.
В начале 1970-х годов завод освоил производство самосвалов-углевозов на базе БелАЗ-540А и БелАЗ-548А, а также построил опытные самосвальные автопоезда, один из которых оснащался газотурбинной силовой установкой.
В 1975 году вместе с МАЗ и МоАЗ вошёл в состав производственного объединения «БелАвтоМАЗ».
В 1976 году введён в строй цех по производству сверхбольшой техники, что позволило наладить серийное производство карьерных самосвалов грузоподъёмностью 75 тонн (БелАЗ-549) и более.
В ноябре 1977 года к 60-летию Октябрьской социалистической революции был представлен новый БелАЗ-7519 грузоподъёмностью в 110 тонн.
В июле 1979 года в канун 35-й годовщины освобождения города-героя Минска от немецко-фашистских захватчиков был построен самосвал-гигант БелАЗ-7521 грузоподъёмностью в 180 тонн.
Так же в конце 1970-х годов заводом были освоены специализированные аэродромные тягачи для буксировки летательных аппаратов общей массой в 100 (БелАЗ-6411) и 200 (БелАЗ-7421) тонн.
К 1986 году завод мог выпускать до 6000 единиц карьерной и грузовой техники в год, что составляло половину их мирового производства.
В 1990 году БелАЗ представил самый большой за всю почти 35-летнюю историю предприятия самосвал БелАЗ-75501 грузоподъёмностью в 280 тонн.
В состав холдинга «БЕЛАЗ-ХОЛДИНГ» включены такие предприятия, как ОАО «Кузлитмаш», Могилёвский вагоностроительный завод, Стародорожский механический завод, Могилёвский автомобильный завод.
За историю предприятия здесь выпущено свыше 130 тысяч единиц карьерной техники — это намного больше его основного конкурента — компании Caterpillar. БелАЗы — самые крупные автомобили на пространстве Советского Союза, а затем — СНГ. Кроме того, техника белорусского завода работает почти в 50 странах мира.

## Современное положение

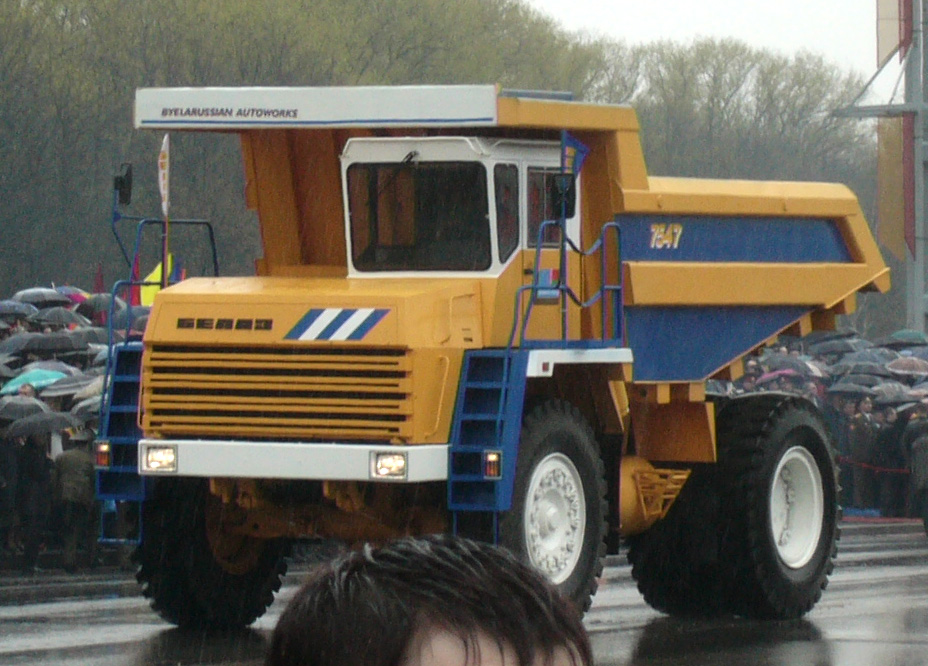
БЕЛАЗ-7547

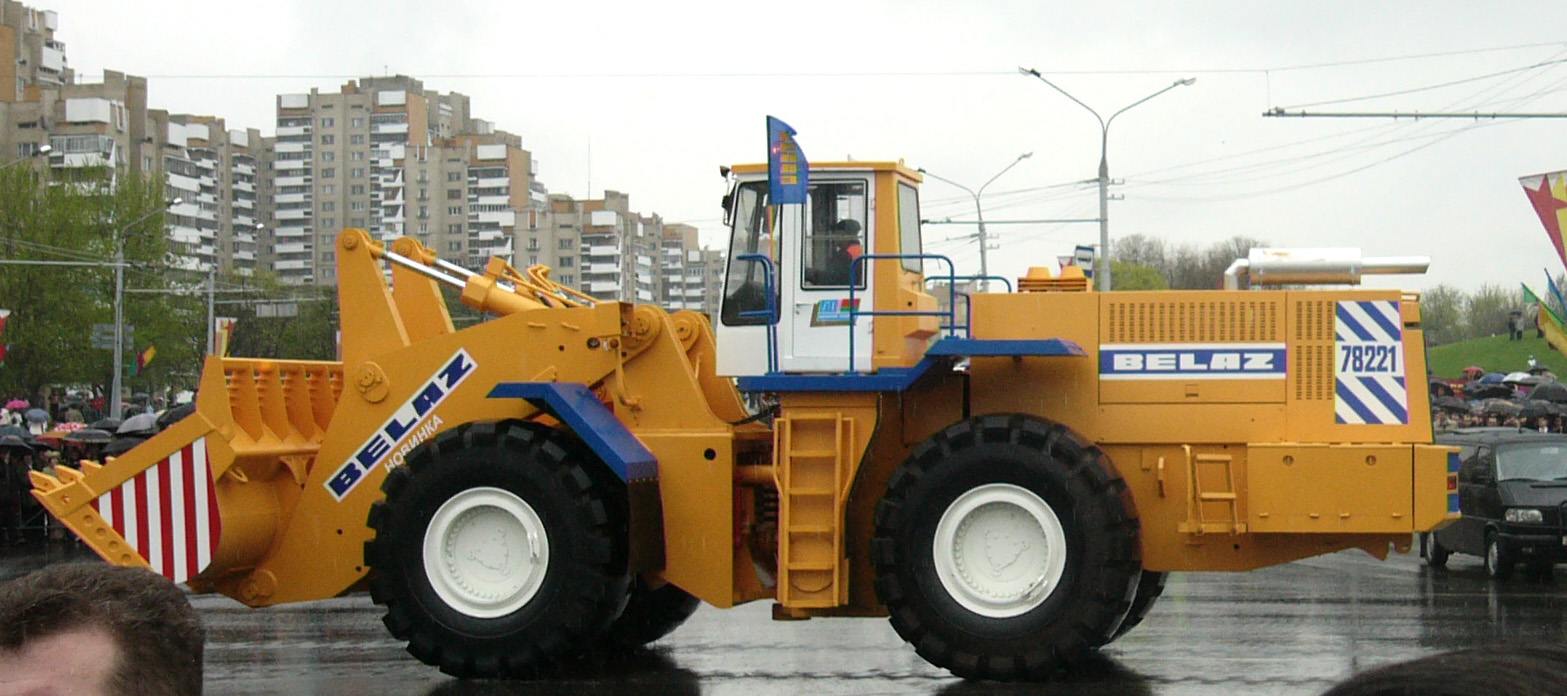
Фронтальный погрузчик БЕЛАЗ-7822

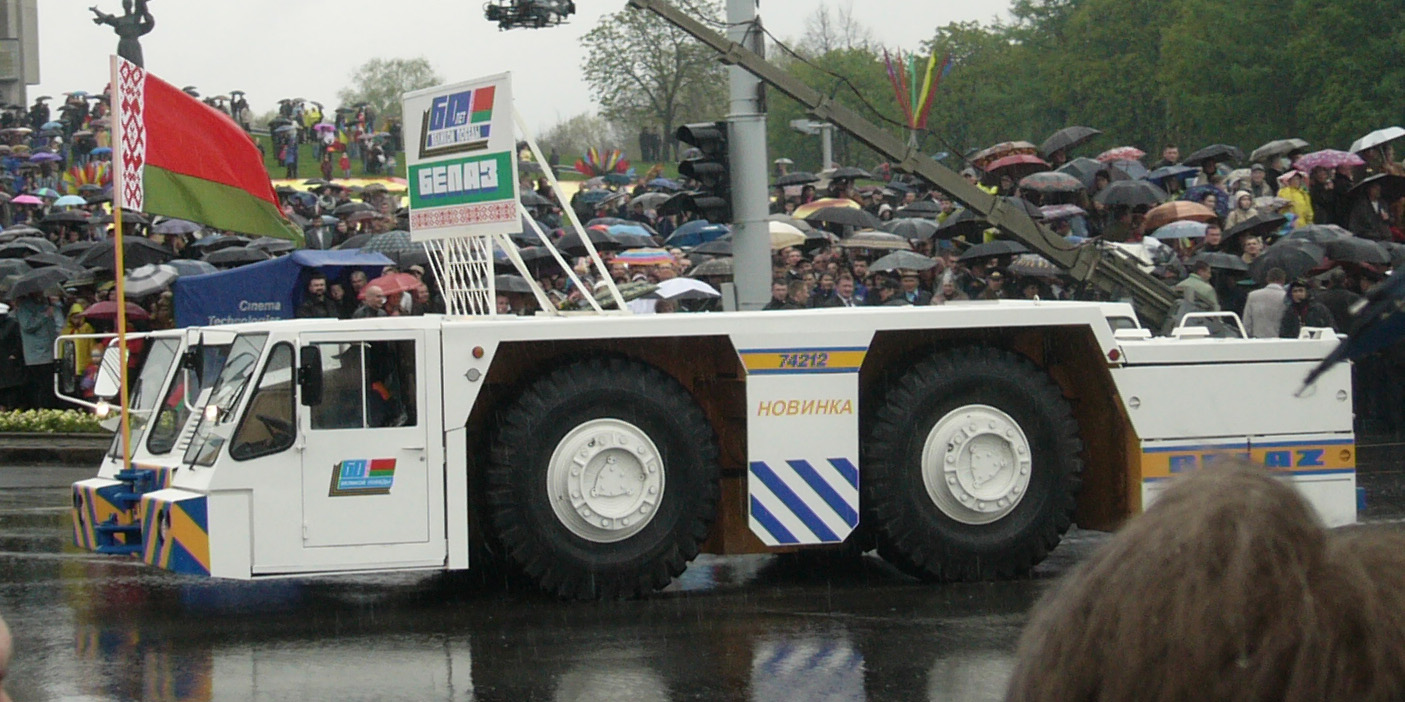
Аэродромный тягач БЕЛАЗ-74212

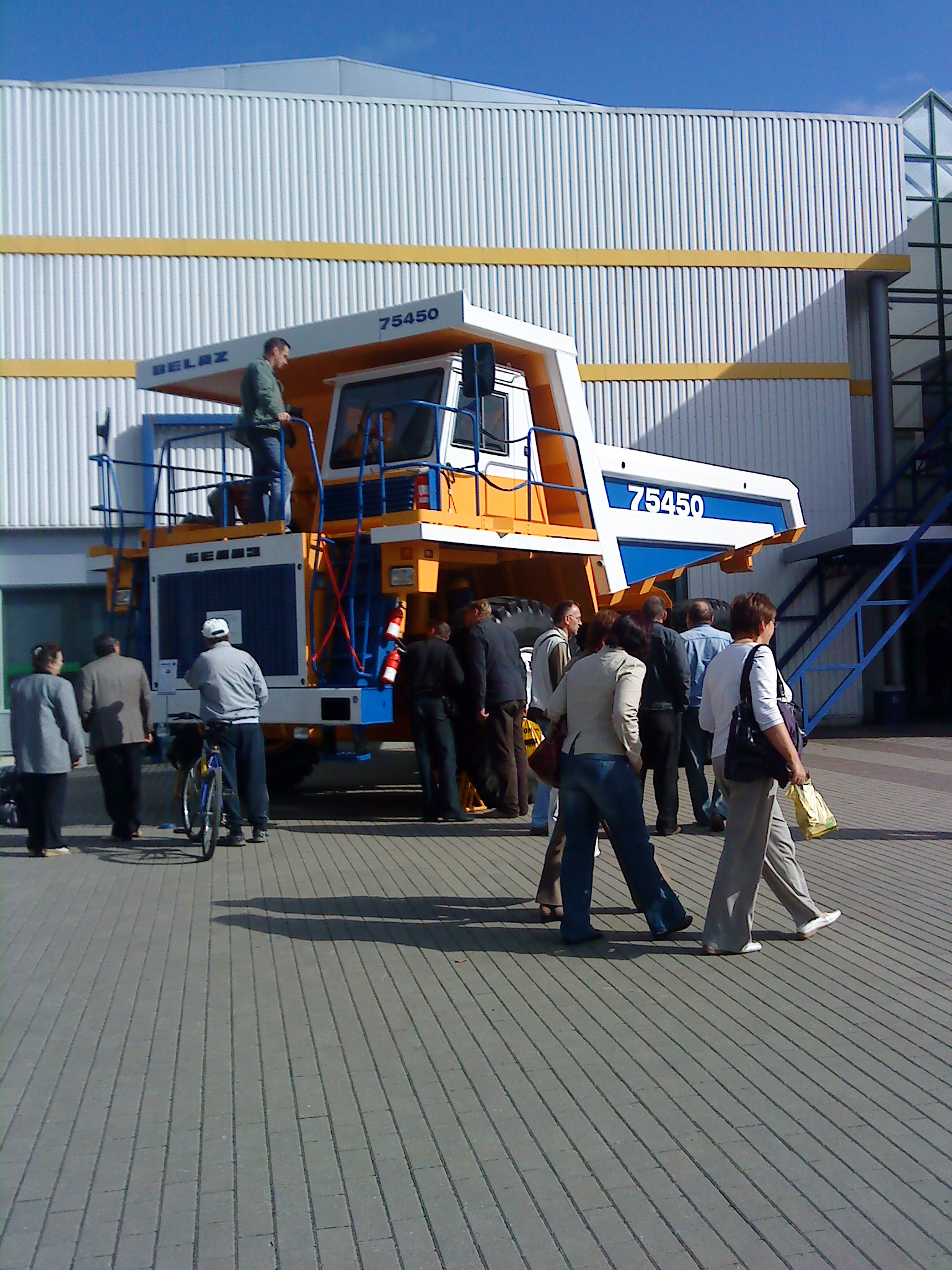
БЕЛАЗ-75450

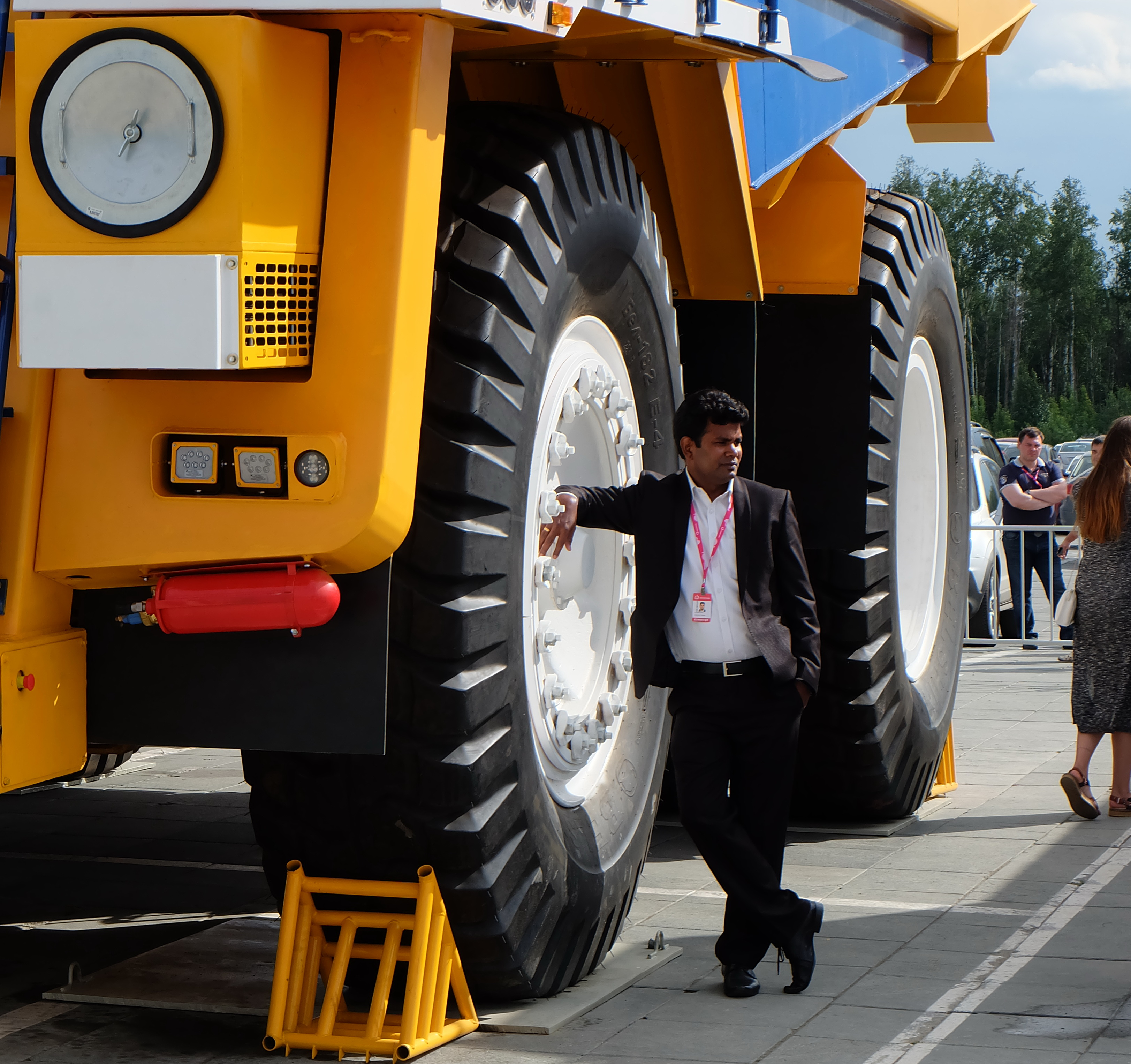
Сопоставление колеса БелАЗа с человеческим ростом

Основным и практически единственным продавцом техники и запасных частей БелАЗа во времена СССР была сеть МГП (малых государственных предприятий) «БелАЗ-Сервис». Однако в процессе перестройки произошло существенное усложнение деятельности дилерской сети уже на территории РФ, предположительно вследствие того, что в РФ произошли существенные изменения в экономике, в частности, передача бизнеса в частные руки, при этом в Белоруссии в большей мере сохранились социалистические взгляды на ведение бизнеса.
В результате произошедшего дилерская сеть из филиалов малых государственных предприятий преобразовалась в сотни мелких ТОО, по сути не имеющих мощных и стабильных финансовых инструментов, а политика поставщика из Минска никак не изменилась, а именно: чтобы получить технику и/или запасные части для автомобилей БелАЗ, необходимо быть официальным дилером, который для осуществления закупок обязан осуществлять планирование и заказывать необходимые запчасти на год вперёд (и оплачивать соответственно). В свою очередь, это привело к моментальному закрытию некоторых филиалов, у которых не было средств оплатить годовую потребность в товарах БелАЗа и к постепенному (медленному) банкротству большинства филиалов, в связи с образованием неликвидов (предположительно из-за невозможности предсказать спрос в связи с постоянно меняющейся ситуацией на рынке).
25 сентября 2013 года Белорусский автомобильный завод представил самый большой в мире самосвал «БелАЗ-75710» грузоподъёмностью 450 тонн. Общая масса нового большегруза — 810 тонн, максимальная скорость — 64 километра в час. Автомобиль оснащён двумя дизельными двигателями и электрической передачей.
За 2018 год БелАЗ произвёл 802 карьерных самосвала большой грузоподъёмности (90 тонн и выше), это рекорд за всю историю предприятия. Экспорт вырос на 30,3 %, до 990,8 млн долларов. Основная доля продукции поставлялась в Россию (58,4 %) и страны СНГ (27,5 %).
В 2020 году число произведённых карьерных самосвалов снизилось до минимальной за 20 лет отметки в 358 штук, в 2021 году наметился небольшой рост до 387 штук.
| Графики недоступны из-за технических проблем. См. информацию на Фабрикаторе и на mediawiki.org. |
| ----------------------------------------------------------------------------------------------- |

## Международные санкции
21 июня 2021 года автомобильный завод был внесён в чёрный список ЕС как «источник значимых доходов для режима Лукашенко» и ответственный за репрессии против гражданского общества. В своём решении Европейский совет обозначил, что ОАО предоставило свои помещения и оборудование для проведения политической акции в поддержку режима, а сотрудников, которые участвовали в забастовках и мирных акциях протеста, пугало и угрожало им увольнениями, например, группа людей была закрыта в помещении, чтобы не допустить её присоединения к другим участникам акции, в то время как руководство компании представило СМИ забастовку как производственное собрание. Также завод в свои санкционные списки включили Канада, Швейцария. 6 июля 2021 года к июньскому пакету санкций ЕС присоединились Албания, Исландия, Лихтенштейн, Норвегия, Северная Македония, Черногория.
24 марта 2023 года «БелАЗ» и его руководитель Сергей Никифорович внесены в санкционный список США в «ответ на продолжающиеся жесткие репрессии против продемократического движения и гражданского общества, связанные с фальсификацией президентских выборов в августе 2020 года» и за соучастие «режима в Минске» во вторжении России на Украину. 12 мая 2023 года Украина ввела санкции против «БелАЗа», «БелАЗ-сервиса», Стародорожского механического завода, «Кузлитмаша», Могилевского вагоностроительного завода.
В октябре 2023 года Европейский суд в Люксембурге постановил оставить в силе санкции ЕС против завода.

### Реакция на санкции
В ответ на санкции сотрудничество с ОАО «БелАЗ» прекратили «Rolls-Royce plc», «Becker Group» и её дистрибьютор «Geramatic OY», «Danfoss», «Liebherr», «Yokohama Rubber Company».
Согласно совместному журналистскому расследованию OCCRP, Беларусского расследовательского центра и Siena, после введения европейских санкций против БелАЗа экспорт его продукции в Чили производился через белорусскую логистическую фирму, контролируемую гражданином Литвы.

## Награды
Продукцию завода неоднократно награждали призами за качество на различных международных выставках. В частности:
- 1966 год — Орден Трудового Красного Знамени.
- 1995 год — ПО «БелАЗ» присуждена Международная бриллиантовая звезда качества Мексиканским национальным институтом маркетинга.
- 1997 год — ПО «БелАЗ» удостоено 18-го Международного приза «За технологию и качество» Клуба лидеров торговли.
- 1998 год — ПО «БелАЗ» награждено 10-м Золотым призом Америки «За качество».
- 2000 год — ПО «БелАЗ» удостоено награды «Хрустальная Ника» по Международной программе «Партнёрство ради прогресса», генеральному директору ПО «БелАЗ» П. Л. Мариеву присвоено звание Директора года с вручением Диплома и Золотой медали.
- 2008 год — Почётное государственное знамя Республики Беларусь (11 сентября 2008 года) — за особые достижения в хозяйственном развитии[26].